# Naoki Urasawa
浦沢 直樹
Œuvres principales
- Yawara! (1987–1993)
- Master Keaton (1988–1994)
- Monster (1994–2001)
- 20th Century Boys (2000–2006)
- Pluto (2003–2009)
- Billy Bat (2008–2016)
- Asadora ! (Depuis 2018)

Naoki Urasawa (浦沢 直樹, Urasawa Naoki), né le 2 janvier 1960 à Fuchū, préfecture de Tōkyō, Japon, est un dessinateur et scénariste de manga japonais. Ses plus grands succès sont Yawara!, Monster et 20th Century Boys. Il a notamment reçu pour son œuvre trois Prix Shōgakukan, trois Prix d'Excellence du Festival des arts médias de l'Agence pour les affaires culturelles, deux Grands Prix du Prix culturel Osamu Tezuka, un Prix du manga Kōdansha et un Prix de la série du Festival d'Angoulême. Il est également guitariste et chanteur de rock de style « années 1960 ».

## Biographie

### Jeunesse

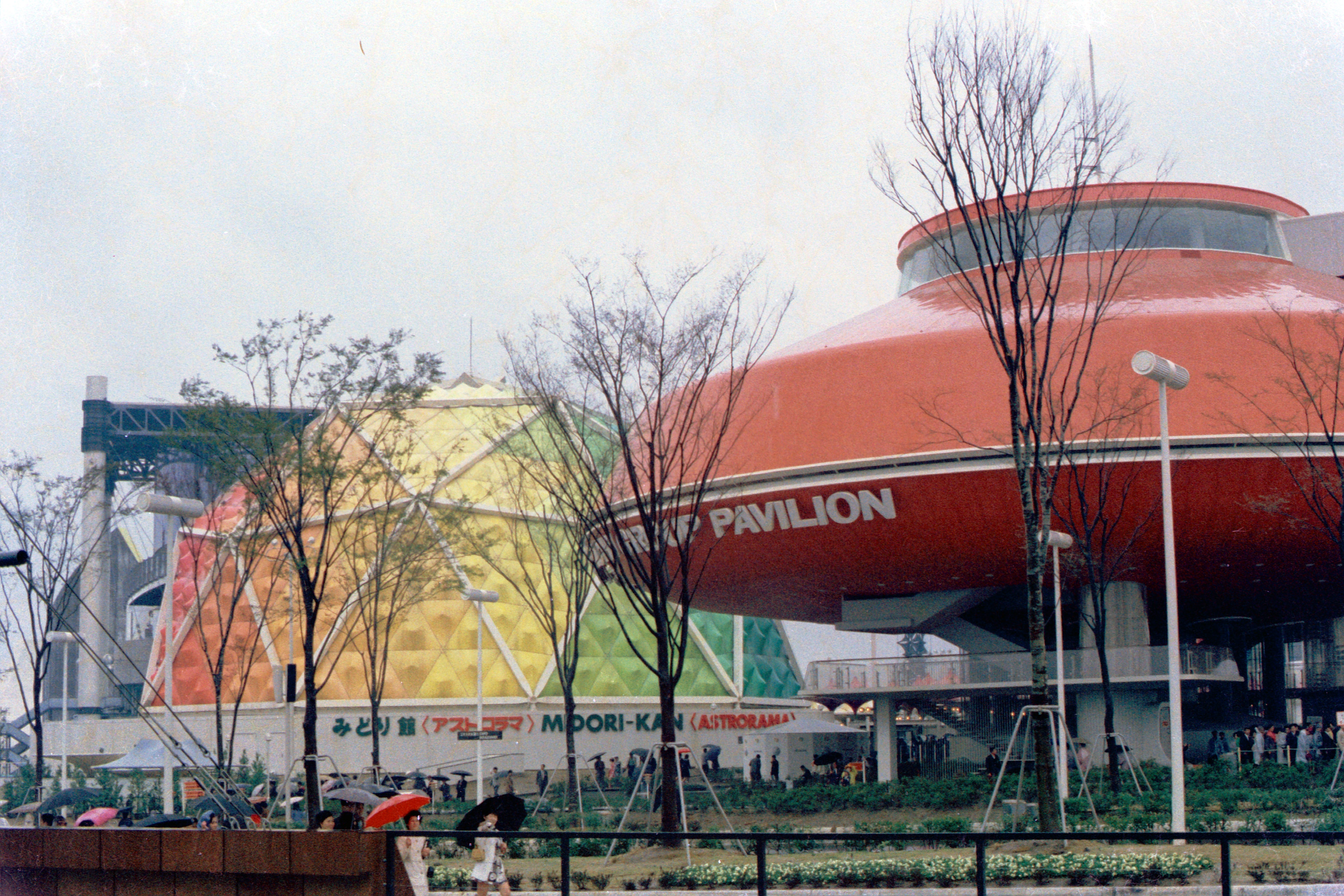
Pavillons à l'Exposition universelle de 1970, évoquée dans 20th Century Boys

Né le 2 janvier 1960 à Fuchū dans la préfecture de Tōkyō, Naoki Urasawa est le cadet de la famille. Il découvre les œuvres d'Osamu Tezuka dès la maternelle, lorsqu'il est gardé par ses grands-parents, en particulier Astro, le petit robot et Le Roi Léo, et commence à dessiner. À l'école primaire, il devient chef de classe en troisième année, et participe au journal de l'école dans lequel il dessine des mangas de quatre cases appelés yonkoma. Alors qu'il commence à être victime de brimades, les BD qu'il offre à ses harceleurs lui permettent de ne pas devenir un ijime. C'est à cette période qu'il dessine son premier manga long : Taiko no sanmyaku (太古の山脈, littéralement « La Cordillère des temps anciens »). Il est alors inspiré par les nombreux films noirs passant à la télévision, et son frère ainé est son principal lecteur.
Il suit ensuite les cours du collège puis du lycée Meisei à Fuchū, et s'inscrit au club de musique après avoir rapidement quitté celui d'athlétisme. Avec la fin du genre Group Sounds et le début d'un rock plus underground, il devient fan du chanteur Takurō Yoshida (en) et s'intéresse à Bob Dylan,. Il s'achète alors une guitare en secret, mais se trompe en achetant une guitare classique. Il côtoie à cette époque le futur musicien Tetsuya Komuro, d'un an son ainé. Il évoquera plus tard ces années dans son manga 20th Century Boys. Si la découverte de Phénix d'Osamu Tezuka est son premier grand moment de manga, il perd par la suite de l'intérêt pour la BD au lycée, alors que le manga sportif, avec Ikki Kajiwara et Ashita no Joe, est en plein boom.
Il entre à la faculté de lettres de l'université de Meisei à Hino (à l'ouest de Fuchū), et revient vers le manga, inspiré par la nouvelle vague incarnée par Katsuhiro Ōtomo. Il rencontre au club de musique de l'université le futur chanteur du groupe The Street Sliders, Hiroaki Murakoshi (村越 弘明, Murakoshi Hiroaki, plus connu sous le nom de Harry), qui l'impressionne.

### Un succès immédiat avecYawara!
Alors qu'il commence sa recherche d'emploi, sans spécialement chercher à devenir dessinateur, il présente son manuscrit Return lors d'un entretien au sein de la société d'édition Shōgakukan, qui se montre intéressée au point de lui décerner le prix du meilleur jeune mangaka en 1982. Il se donne alors un an pour devenir professionnel ou changer de voie. Il devient assistant pour Shōgakukan, qui publie en 1983 sa première nouvelle en supplément du manga Golgo 13, Beta!, un récit de science-fiction. En 1984, il écrit sa première histoire longue, Odoru keikan (踊る警官, « Le Policier dansant »).
Il commence en 1985 sa collaboration au long cours avec Takashi Nagasaki (長崎 尚志, Nagasaki Takashi), son relais auprès de son éditeur, qui le conseille sur le scénario. Il édite alors ses premières séries à succès : dans l'ordre Pineapple Army, Master Keaton et Monster pour Big Comic Original, dont les histoires se déroulent à l'étranger (États-Unis, Angleterre, Allemagne), en même temps que Yawara! et Happy! pour Big Comic Spirits, des mangas sur le sport féminin (judo et tennis).
Yawara! débutée en 1986 est un énorme succès (trente millions d'exemplaires vendus au Japon) grâce au talent comique de son auteur, et va générer un boom du judo,. La série est adaptée en dessin animé, en film, et en deux jeux vidéo. À la même époque, Master Keaton est également un succès, et est adaptée en anime.

### Des œuvres plus personnelles avecMonsteret20th Century Boys
Yawara! achevée, Urasawa souhaite passer à un registre plus personnel, mais son éditeur le convainc de créer un nouveau manga sportif, Happy!, dans lequel il introduit néanmoins des thèmes plus adultes, ce qui trouble alors ses fans. Happy! finit tout de même par toucher son public, et est adapté en drama.
En 1995, Monster, un thriller psychologique beaucoup plus sombre que ses précédentes œuvres parues dans Big Comic Original, est son deuxième plus gros succès avec vingt millions d'exemplaires vendus au Japon. Il est adapté en anime, et les droits de l'adaptation cinématographique sont vendus au studio américain New Line Cinema.
En 2000, il se lance dans un nouveau thriller, cette fois pour Big Comic Spirits, avec 20th Century Boys, un récit uchronique. Le rock tient une place importante dans cette série, Urasawa en profite d'ailleurs pour sortir en bonus d'un des tomes la chanson du héros chantée par lui-même sous la forme d'un CD intitulé Lost Kenji Tapes Volume.1 Bob Lennon. En 2003, il change de style pour Big Comic Original et réalise son rêve en reprenant un passage d'Astro, le petit robot avec Pluto, une série de science-fiction policière. Cette même année, il dessine la pochette de l'album Pleasure! du groupe Domino88.
Pendant près de vingt ans, Urasawa dessine plus de cent pages par mois pour les deux magazines de son éditeur. En 2001, il a déjà vendu plus de cent millions de mangas au Japon. Il est cependant contraint d'arrêter son travail d'avril à septembre 2006 à la suite d'un problème à l'épaule, résultat d'un rythme de travail trop soutenu. Il se montre depuis assez critique sur le rythme de parution imposé aux auteurs dans ce milieu, qu'il considère contre nature.

### Activités musicales et changement d'éditeur

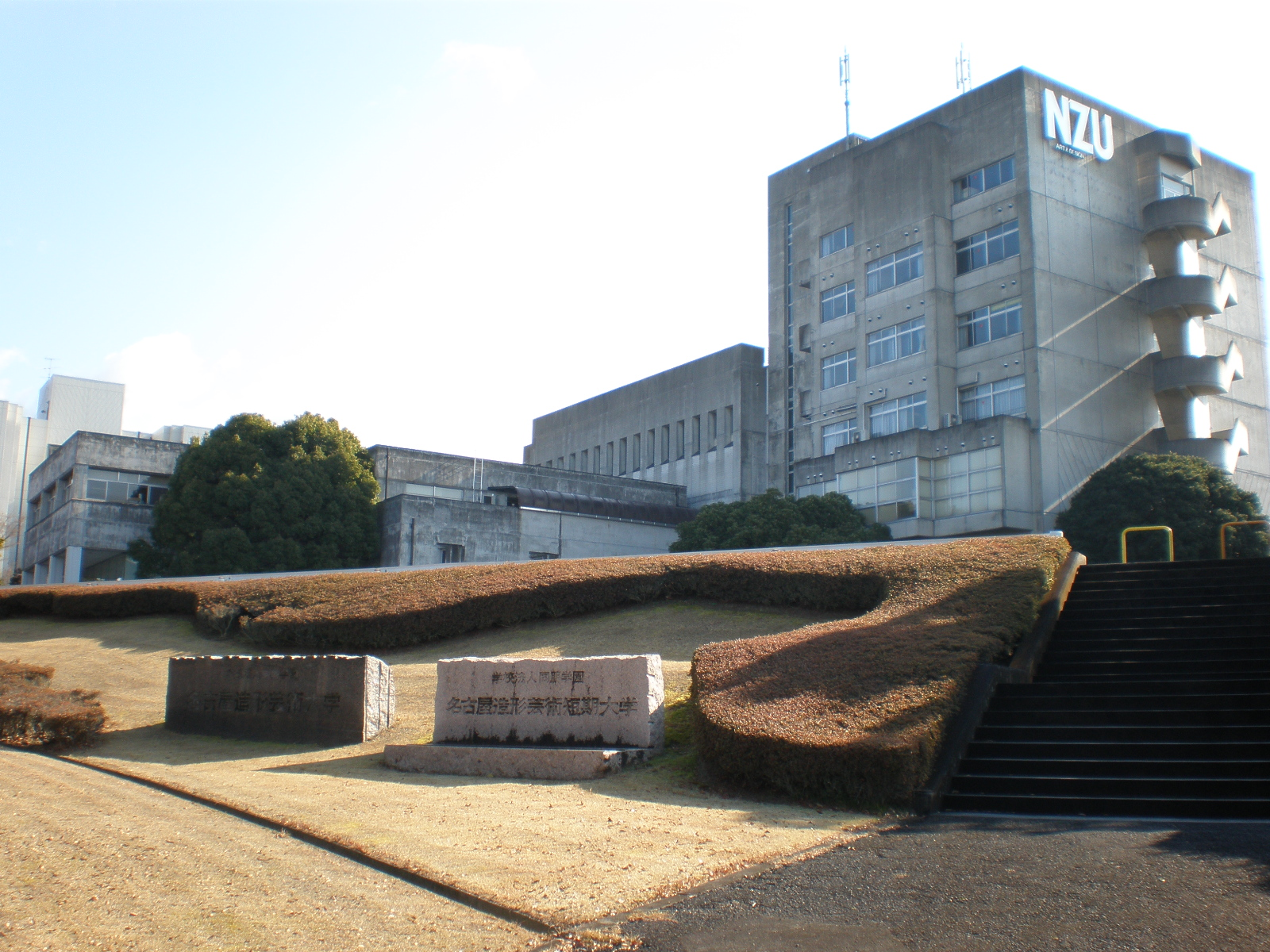
Université d'arts plastiques de Nagoya

En 2007, Naoki Urasawa commence sa coopération musicale avec Kōji Wakui (和久井 光司, Wakui Kōji) en dessinant la pochette de son album Dylan o utau (ディランを唄う, lit. « Chanter Dylan »), et en écrivant à deux Dylan o katarō (ディランを語ろう, lit. « Racontons Dylan »). Il écrit cette même année les paroles de la chanson Kōzui no mae (洪水の前, lit. « Avant l'inondation ») sur l'album Kaleidoscope de Toshihiko Takamizawa (高見沢 俊彦, Takamizawa Toshihiko). En mai 2008 sort le premier single de son futur album produit par Wakui, Tsuki ga tottemo… (月がとっても…, lit. « La Lune [est] très… »), qu'il présente avec deux concerts au Tokyo Kinema Club (東京キネマ倶楽部). En novembre, Urasawa sort son premier album intitulé Hanseiki no otoko (半世紀の男, lit. « L'Homme d'un demi-siècle », sous-titré « ½ Century Man » sur l'édition limitée), dont il signe la pochette.
Une fois 20th Century Boys et Pluto terminés, Naoki Urasawa décide de n'écrire qu'une seule série à la fois : ce sera Billy Bat, paru chez le concurrent de Shōgakukan, Kōdansha, mais toujours avec Takashi Nagasaki. Urasawa participe alors au scénario de l'adaptation au cinéma de 20th Century Boys sous la forme d'une trilogie, en plus de ses nouvelles activités musicales. Il compose d'ailleurs les chansons Brothers et Suspense présentes respectivement sur les bandes originales du premier et du deuxième film. À partir de 2008 également, il donne des cours avec Nagasaki à l'université d'arts plastiques de Nagoya (名古屋造形大学, Nagoya zōkei daigaku).
Son studio est situé dans l'arrondissement de Meguro à Tōkyō.
Pour fêter les vingt ans du manga Master Keaton, une suite intitulée Master Keaton Remaster a débuté dans le Big Comic Original en mars 2012. Cependant, le manga paraît avec un rythme irrégulier, Naoki Urasawa et Takashi Nagasaki continuant de travailler en priorité sur Billy Bat, jusqu'à la fin de la série en 2016.

## Œuvres

### Parutions

#### Séries de manga et livres dérivés
- Pineapple Army (パイナップルArmy, Painappuru Āmī?, dessin), avec Kazuya Kudō (scénario), Shōgakukan, 1986-1988 (Glénat collection Kaméha, 1998, puis Kana coll. Sensei, 2024-2025), 8 volumes (3 volumes en version française)
- Yawara!, Shōgakukan, 1986-1993 (Kana coll. Big Kana, 2020-2025), 29 volumes (20 volumes pour l'édition Deluxe)
  - Jigoro!, Shōgakukan, 1994 (Kana coll. Big Kana, 2025), réédité en 2003, one shot autour d'un personnage de Yawara!
- Master Keaton (Master キートン, Masutā Kīton?), Shōgakukan, 1988-1994, (Kana coll. Big Kana, 2013), 18 volumes (12 volumes en version française)
  - Keaton no dōbutsuki (キートン動物記, Kīton no dōbutsuki?, lit. « Les Chroniques animalières de Keaton »), Shōgakukan, 1995, one shot reprenant le personnage de Master Keaton
  - Keaton Master's Book (キートン・マスターズ・ブック, Kīton Mastāzu Bukku?, guidebook officiel de Master Keaton), Shōgakukan, 1999
- Happy!, Shōgakukan, 1993-1999 (Panini coll. Panini Manga, 2010), 23 volumes (15 volumes pour l'édition Deluxe)
- Monster, Shōgakukan, 1995-2001 (Kana coll. Big Kana, 2001-2005), 18 volumes
  - Mō hitotsu no Monster (もうひとつのMONSTER?, lit. « Un autre monstre »), Shōgakukan, 2002, journal du personnage Werner Weber en épilogue de Monster
  - Namae no nai kaibutsu (なまえのないかいぶつ?, « Un monstre sans nom »), Shōgakukan, 2008, livre d'images du personnage Emil Sebe, paru en France en supplément du volume 18 de Monster, contenant quatre histoires imaginaires d'origine tchèque :
    - Emil Sebe, Obluda, která nemá své jméno (« Un monstre sans nom »)
    - Jakub Farobek, Velkooký, velkoústý (めのおおきなひと くちのおおきなひと, Me no ōki-na hito, kuchi no ōki-na hito?, « Le Garçon aux grands yeux et le garçon à la grande bouche »)
    - Klaus Poppe, Bůh míru (へいわのかみさま, Heiwa no kamisama?, « Le Dieu de la paix »)
    - Auteur inconnu, Obluda se probouzí (めざめるかいぶつ, Mezameru kaibutsu?, lit. « Le Monstre se réveille »)
- 20th Century Boys et 21st Century Boys (20/21世紀少年, 20/21 seiki shōnen?), Shōgakukan, 2000-2007 (Panini Comics coll. Génération Comics, 2002-2008), 22 et 2 volumes
  - 20 seiki shōnen tanteidan (20世紀少年探偵団?, lit. « Équipe de détectives 20th Century Boys »), Shōgakukan, 2008, avec Kentarō Takekuma
  - Eiga 20 seiki shōnen Official Guidebook (映画[20世紀少年]　オフィシャル・ガイドブック?, lit. « Guidebook officiel des films 20th Century Boys »), Shōgakukan, 2008-2009, 3 volumes
  - Ujiko Ujio sakuhinshū (ウジコウジオ作品集?, lit. « Recueil d'histoires d'Ujiko Ujio »), Shōgakukan, 2010 (20th Century Boys Spin Off, Panini Manga, 2012), one-shot autour du manga Mangari Michi (まんがり道?) des personnages Ujiko Ujio de 20th Century Boys[8]
- Pluto, Shōgakukan, 2003-2009 (Kana coll. Big Kana, 2010), 8 volumes
- Billy Bat, Kōdansha, 2008-2016 (Pika coll. Seinen, 2012), 20 volumes
- Master Keaton Remaster, Shōgakukan, 2012-2014 (Kana coll. Big Kana, 2016), 1 volume
- Mujirushi ou Le Signe des rêves, Shōgakukan, 2017-2018 (Futuropolis, 2018), 2 volumes
- Asadora !, Shōgakukan, 2018 – en cours (Kana coll. Big Kana, 2020)

#### Recueils de nouvelles
- Odoru keikan (踊る警官?, « Le Policier dansant »), Shōgakukan, 1987, réédité en 2003, one shot de sept histoires plus quatre nouvelles :
  - Singing Policeman
  - Running Policeman
  - Shouting Policeman
  - Fighting Policeman
  - Jumping Policeman
  - Flying Policeman
  - Swimming Policeman
  - Connexion après les cours (放課後コネクション, Hōkago konekushon?)
  - Les Affamés de la nuit (夜の空腹者たち, Yoru no kūfukusha-tachi?)
  - Au revoir Mr Bunny (さよならＭｒ.バニー, Sayonara Mr. Banī?)
  - Le Détective de Taishô (大正探偵, Taishō tantei?)
- N-A-S-A, Shōgakukan, 1988, réédité en 2003 :
  - N-A-S-A (2 chapitres)
  - Scenario (シナリオ, Shinario?)
  - Crash dance (クラッシュ・ダンス, Kurasshu dansu?)
  - Children children (チルドレン・チルドレン, Chirudoren chirudoren?)
  - Return
  - Le Travailleur pressé (勤め人走る!, Tsutomenin hashiru !?, lit. « Cours salaryman »)
  - Street corner gangs (ストリート･コーナー･ギャングズ, Sutorīto kōnā gyanguzu?)
  - Beta! (Trop classique !)
  - Old western mama (オールド・ウエスタン・ママ, Ōrudo uesutan mama?)
  - Mighty boy (マイティ・ボーイ, Maiti bōi?, 2 chapitres)
- Shoki no Urasawa (初期のUrasawa?, lit. « Les Débuts d'Urasawa »), Shōgakukan, 2000 (Histoires courtes de Naoki Urasawa, Kana, 2011), reprenant les nouvelles des deux recueils précédents, plus quatre autres nouvelles :
  - Magie (魔術, Majutsu?)
  - Survival lovers (サバイバル・ラバーズ, Sabaibaru rabāzu?)
  - Rush life (ラッシュ・ライフ, Rasshu raifu?)
  - Shinjuku lullaby (新宿ララバイ, Shinjuku rarabai?)
- Kushami - Urasawa Naoki Tanpenshū (くしゃみ 浦沢直樹短編集?), Shōgakukan, 2019 (Atchoum !, Kana, 2020), recueil d'histoires courtes en 1 volume

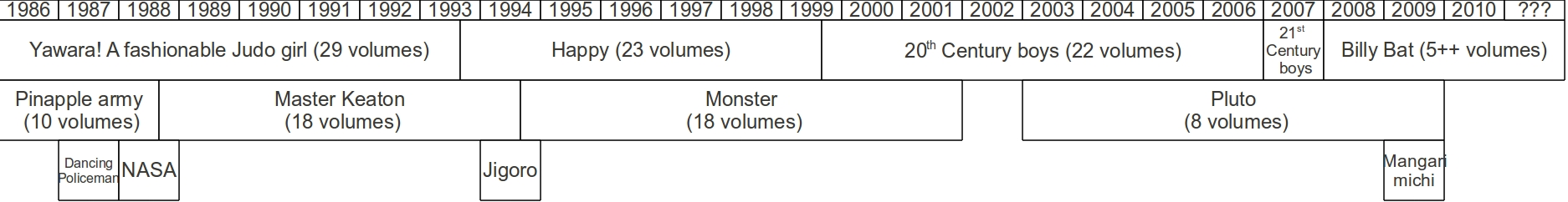
Frise chronologique des séries et recueils publiés par Naoki Urasawa.

#### Nouvelles en bonus
- Manga note (まんがノート, Manga nōto?), en supplément des tomes 3 et 4 de Pluto édition Deluxe, œuvres de jeunesse tirées de :
  1. Ryūnosuke Akutagawa, Rashōmon
  2. Shin'ichi Hoshi, Bokko-chan (ボッコちゃん?), intitulée ici Raihōsha (来訪者?, lit. « Client/Visiteur »)
- Return, en supplément du tome 5 de Pluto édition Deluxe
- Tsuki ni mukatte nageru ! (月に向かって投げろ!?, lit. « Lançons-nous vers la lune ! »), en supplément du tome 6 de Pluto édition Deluxe Initialement parue dans un numéro spécial d’Aera en octobre 2006 en l'honneur du dixième anniversaire du Prix culturel Osamu Tezuka.

#### Autres
- Be-Pal kozō no outdoor kyōhon (ビーパル小僧のアウトドア教本, Bīparu kozō no autodoa kyōhon?, lit. « Manuel outdoor de Be-Pal kozō »), Shōgakukan, 1985-1988, illustration des volumes 3 et 4
- Kenzō Kitakata, Shiro wa shinanai (シロは死なない?, lit. « Shiro ne meurt pas »), Shōgakukan, 2004, illustrations
- Takashi Shiroyama, Bokura no young music show (僕らの「ヤング・ミュージック・ショー」, Bokura no yangu myūjikku shō?, lit. « Mon young music show »), Joho Center Publishing, 2005, illustration de la couverture
- Dylan o katarō (ディランを語ろう?, lit. « Racontons Dylan »), Shōgakukan, 2007, avec Kōji Wakui Recueil d'entretiens sur Bob Dylan, contient la nouvelle Dylan no daihōgen (ディランの大冒険?, lit. « La Grande Aventure de Dylan »).
- Illustrations de la brochure japonaise du film I'm Not There sur Bob Dylan sorti au Japon en avril 2008
- Manben (漫勉?, « L'Étude du manga »), Shōgakukan, 2008, (Panini coll. Panini Manga, 2010), artbook
- Pluto settei gashū (Pluto 設定画集?), artbook de dessins préparatoires en supplément du tome 7 de Pluto

### Nouvelles uniquement pré-publiées
- Henry to Charles (ヘンリーとチャールズ, Henrī to Chāruzu?, « Henry et Charles »), parue dans Ōki-na pocket, Fukuinkan shoten, avril 1995 Histoire de deux souris essayant de manger un gâteau sur une étagère.
- Tsuisekisha Maboroshi no mangaka Nirasawa Suguru ! Dai 9 shū Banpaku to Moebius chōhen anime eiga Melancholic sensō no conte (追跡者 〜幻の漫画家・韮沢早を追え!第9集「万博とメビウス」長編アニメ映画「メランコリック戦争」のコンテ?), parue dans Ikki, Shōgakukan, septembre 2002 Suite des histoires du mangaka imaginaire Suguru Nirasawa inventé par Kentarō Takekuma.
- Swimmers, parue dans un numéro spécial d’Evening, Kōdansha, mai 2009 Histoire d'un chat apprenant à nager à un chien, écrite avant de devenir professionnel.

### Télévision
- Le Dit du Genji (源氏物語, Genji monogatari?), NHK, 1990 : character design de ce documentaire vidéo de la série Manga de yomu koten (まんがで読む古典?, lit. « Les Classiques lus en manga »)
- Manben : Behind the Scenes of Manga with Urasawa Naoki : une série documentaire pour la chaîne NHK où Urasawa rencontre des mangakas (2015 - en cours)[9].

### Musique

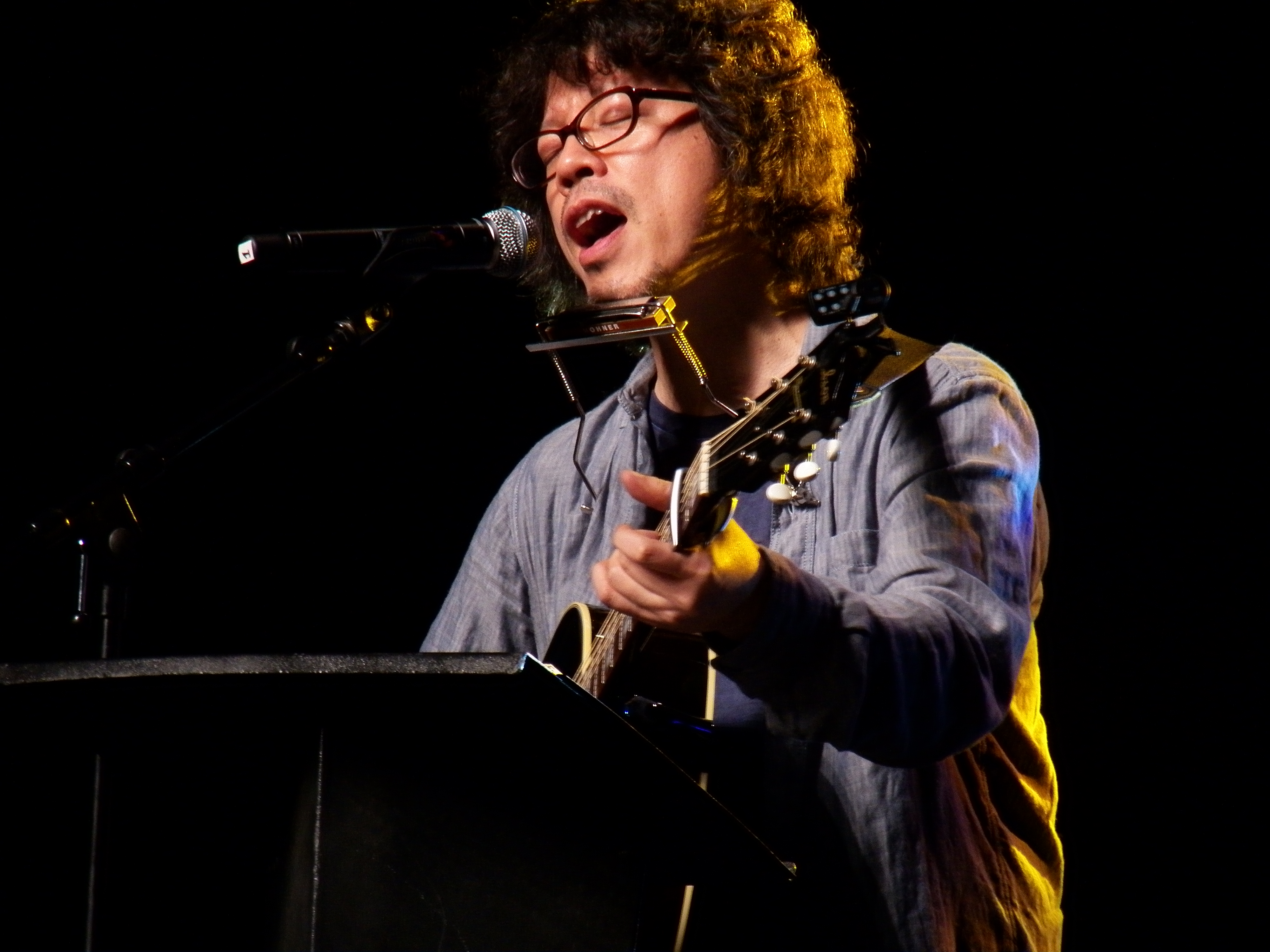
Intermède musical lors de la conférence du 7 juillet 2012 à la Japan Expo 13

## Récompenses
- 1990 : Prix Shōgakukan catégorie générale pour Yawara!
- 1997 : Prix d'Excellence du Festival des arts médias de l'Agence pour les affaires culturelles, catégorie Manga, pour Monster
- 1999 : Grand Prix du Prix culturel Osamu Tezuka pour Monster
- 2001 :
  - Prix du manga Shōgakukan, catégorie Général (seinen), pour Monster
  - Prix du manga Kōdansha, catégorie Général, pour 20th Century Boys (bien que non édité par Kōdansha, chose rare pour ce prix)
- 2002 : Prix d'Excellence du Festival des arts médias de l'Agence pour les affaires culturelles, catégorie Manga, pour 20th Century Boys
- 2003 : Prix du manga Shōgakukan, catégorie Général, pour 20th Century Boys
- 2004 :
  -  Prix de la série au Festival d'Angoulême pour 20th Century Boys
  -  Prix Haxtur de la meilleure histoire longue pour Monster
- 2005 :
  - Grand Prix du Prix culturel Osamu Tezuka pour Pluto
  - Prix d'Excellence du Festival des arts médias de l'Agence pour les affaires culturelles, catégorie Manga, pour Pluto
  -  Prix Micheluzzi de la meilleure série étrangère pour Monster
- 2008 :
  - Grand Prix de l'Association des auteurs de bande dessinée japonais pour 20th Century Boys et 21st Century Boys (à égalité avec Hina-chan no Nichijō de Hiroko Minami)[10]
  - Prix Seiun, catégorie Comic (manga), pour 20th Century Boys et 21st Century Boys
- 2010 :
  -  Prix Asie de l'ACBD pour Pluto lors de la remise des Japan Expo Awards à Japan Expo
  -  Prix Micheluzzi de la meilleure série étrangère pour Pluto
- 2011 :
  -  Prix intergénérations du Festival d'Angoulême 2011 pour Pluto[11]
  -  Prix Eisner de la meilleure édition américaine d'une œuvre internationale pour 20th Century Boys
  -  Prix Haxtur de la meilleure histoire courte pour Histoires courtes de Naoki Urasawa
- 2013 :  Prix Eisner de la meilleure édition américaine d'une œuvre internationale pour 20th Century Boys
- 2014 :  Prix Max et Moritz de la meilleure bande dessinée internationale pour Billy Bat (avec Takashi Nagasaki)
- 2018 :  Fauve d'honneur du Festival d'Angoulême 2018 ainsi que l'exposition « l'art de Naoki Urasawa » à Angoulême en janvier 2018, puis à Paris en février[12],[13].
- 2022 :  Prix Max et Moritz exceptionnel pour une œuvre remarquable